# Cleópatra da Macedónia
Cleópatra da Macedónia (354 a.C. — 308 a.C.)[carece de fontes?] foi filha do rei Filipe II da Macedónia e de Olímpia do Epiro e irmã de Alexandre, o Grande.
Cleópatra casou-se com o seu tio Alexandre I de Epiro (ela teria dezoito anos e ele cerca de vinte e oito), tendo o casamento servido uma forma de reaproximação entre a Macedónia e Epiro. O seu pai seria assassinado durante a festa de casamento por Pausânias de Orestis, tendo o seu irmão Alexandre se tornado o novo rei da Macedónia. Cleópatra residiu nos anos que seguiram à união em Epiro, onde deu à luz dois filhos, Cadmeia e Neoptólemo. Em 330 a.C.[carece de fontes?] o seu marido faleceu durante uma expedição militar na Itália e Cleópatra tornou-se regente, junto com a sua mãe Olímpia, em nome dos dois seus filhos, então menores.
Em 325 a.C., enquanto Cleópatra se deslocou até à Macedónia, Olímpia tornou-se regente de Epiro. Nesta altura Alexandre o Grande encontrava-se nas suas campanhas militares no Oriente e deixou como regente da Macedónia o seu general Antípatro, que era odiado quer por Cleópatra, quer por Olímpia. Cleópatra ambicionava tornar-se Rainha da Macedónia, tendo conspirado para derrubar Antípatro, mas sem sucesso.
Com a morte de Alexandre o Grande em 323 a.C., Cleópatra foi incentivada pela mãe a casar com Leonato, um dos generais do seu irmão, mas este morreu numa batalha antes do dia do casamento.
Sempre com o objectivo de governar a Macedónia, Cleópatra e a sua mãe conspiraram para evitar o casamento de Pérdicas. Outro general de Alexandre, com Niceia, filha de Antípatro. Pérdicas havia antes requisitado a mão de Niceia, porque ele queria agir em harmonia com Antípatro, mas depois de ter ganho o controlo do exército e de se tornar guardião dos reis os seus cálculos mudaram, e Pérdicas passou a planear tornar-se Rei, e casando com Cleópatra ele poderia consegui-lo. No momento, porém, Pérdicas casou-se com Niceia, porque Antígono Monoftalmo, amigo de Antípatro, desconfiava dos seus planos, e Pérdicas não queria que Antípatro se tornasse hostil. A notícia do acordo secreto entre Pérdicas e Cleópatra gerou tensão entre Pérdicas e Antípatro; Cleópatra, que tinha viajado para Sárdis em 322 a.C. com o objectivo de se casar com Pérdicas, passou a ser vigiada para evitar a união.
Após o assassínio de Pérdicas em 321 a.C. (não se sabe ao certo se chegou a casar com Niceia antes de morrer) e cansada de viver em Sárdis, Cleópatra decidiu em 308 a.C. viajar até ao Egito, onde pretendia vir a casar com Ptolemeu I Sóter. Contudo, Antígono Monoftalmo deu ordens ao governador de Sárdis para que não fosse permitido a Cleópatra abandonar a ilha. Este governador contratou um grupo de mulheres para assassinar Cleópatra. Para evitar que fosse associado ao acto, Antígono ordenou a morte das mulheres e concedeu a Cleópatra um belo funeral.